# ФК Славия-Мозир
„Славия-Мозир“ е футболен клуб от град Мозир, Беларус.

## Имена на клуба
- „Полесе“ (1987 – 1994/95, 1-ви кръг)
- „МПКЦ“ (1994/95, 2-ри кръг – 1997)
- „Славия“ (1998 – 2005)
- „Мозир-ЗЛиН“ (2006)
- „Мозир“ (2007)
- „Славия-Мозир“ (от 2008 година)

## Успехи
Беларуска висша лига:
- Шампион (2): 1996, 2000
- Вицешампион (2): 1995, 1999

Купа на Беларус:
- Носител (2): 1996, 2000
- Финалист (2): 1999, 2001